# Palazzo Reale (Monza)
Il palazzo reale di Monza fu la residenza estiva della corte longobarda a partire dall'ultimo scorcio del VI secolo. L'edificio è stato demolito tra il XIII e XIV secolo insieme all'attigua basilica di San Giovanni, per far posto al nuovo duomo di Monza.

## Storia

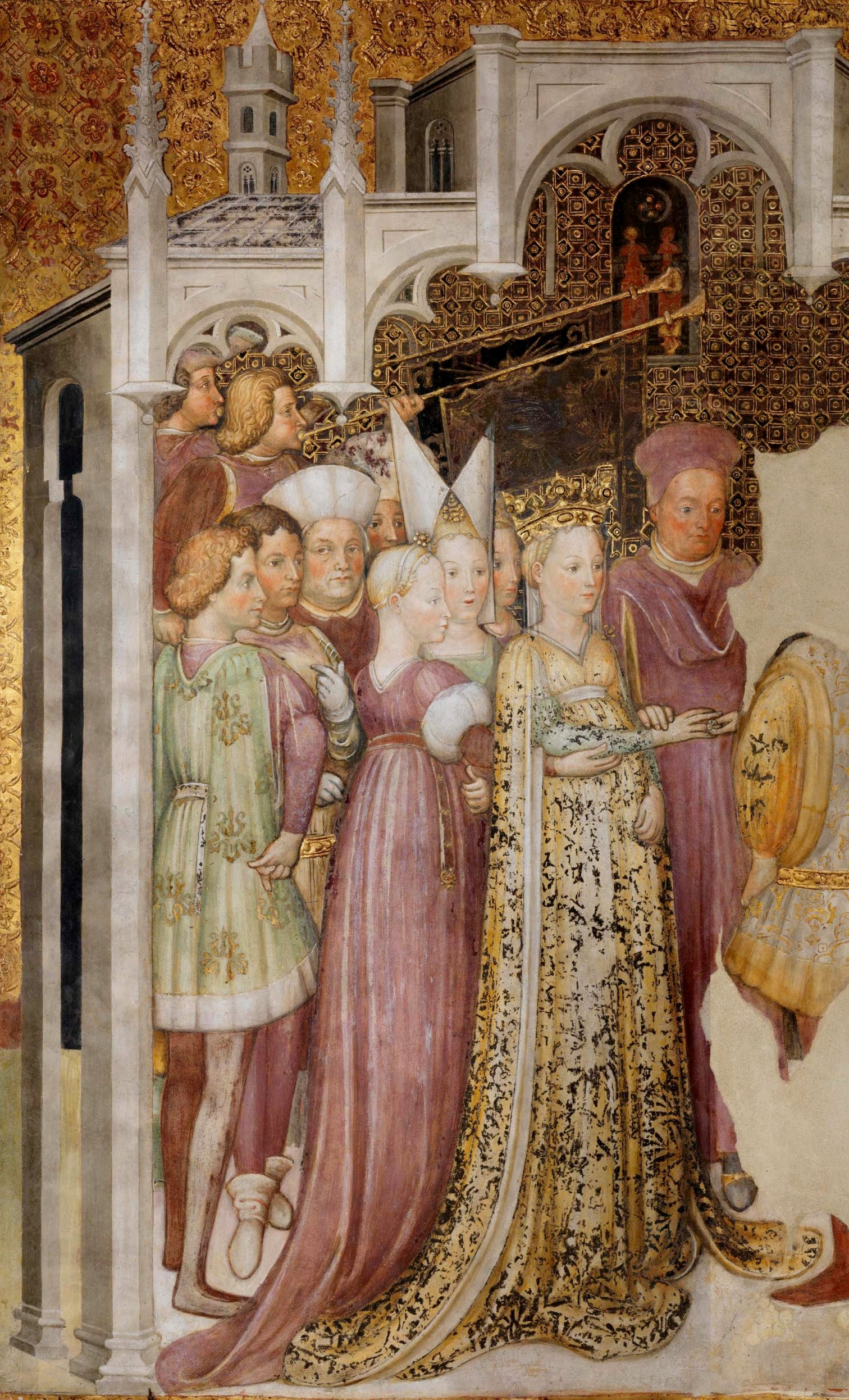
Teodolinda, affresco degli Zavattari, cappella di Teodolinda, Monza, 1444.

Il palazzo fu costruito per volere della regina Teodolinda alla fine del VI secolo, a partire dal 595 circa. Sorgeva ai limiti dell'abitato di Monza, allora piccolo borgo, in prossimità del fiume Lambro. 
Paolo Diacono precisa che anche Teodorico il Grande aveva già eretto in Monza un proprio palazzo circa un secolo prima, «perché la zona, vicina alle Alpi, è temperata d'estate e salubre». Alcuni studiosi sostengono che Teodolinda abbia ingrandito e abbellito il palazzo già esistente.
Paolo Diacono ricorda anche che gli interni del palazzo erano affrescati con episodi tratti dalla storia dei Longobardi; tali pitture testimoniavano, fra l'altro, l'abbigliamento e l'acconciatura tradizionale del popolo germanico
I lavori di costruzione furono eccezionalmente rapidi, tanto da essere conclusi già nel 602 (al più tardi, agli inizi del 603), quando vi nacque il figlio di Teodolinda e Agilulfo, il futuro re Adaloaldo. L'erede al trono nel 603 fu battezzato con rito cattolico da Secondo di Non nell'adiacente basilica di San Giovanni, inizialmente cappella palatina della stessa residenza. 

Il palazzo fu utilizzato come residenza estiva dalla coppia reale, che aveva trasferito provvisoriamente la capitale del Regno longobardo da Pavia a Milano.
Una torre longobarda, alta venti metri, tuttora esistente ed inglobata nel complesso absidale dell'attuale duomo, è forse un residuo dell'antico palazzo reale.

### Fonti primarie
- Paolo Diacono, Storia dei Longobardi, a cura di Lidia Capo, Milano, Lorenzo Valla/Mondadori, 1992, ISBN 88-04-33010-4.

### Letteratura storiografica
- Jörg Jarnut, Storia dei Longobardi, traduzione di Paola Guglielmotti, Torino, Einaudi, 1995  [1982], ISBN 88-06-13658-5.
- Augusto Merati, Il Duomo di Monza e il suo Tesoro, Comune di Monza, 1982, SBN SBL0611342.